# Volga-Dnepr
Volga-Dnepr (in russo «Авиакомпания« Волга-Днепр ») è una compagnia aerea cargo con sede a Ul'janovsk, in Russia. Opera voli charter di trasporto merci, ma è specializzata in operazioni di carico "fuori misura" utilizzando la più grande flotta al mondo di Antonov An-124 Ruslan. La sua base principale è presso l'aeroporto di Ul'janovsk-Vostočnyj.

## Storia

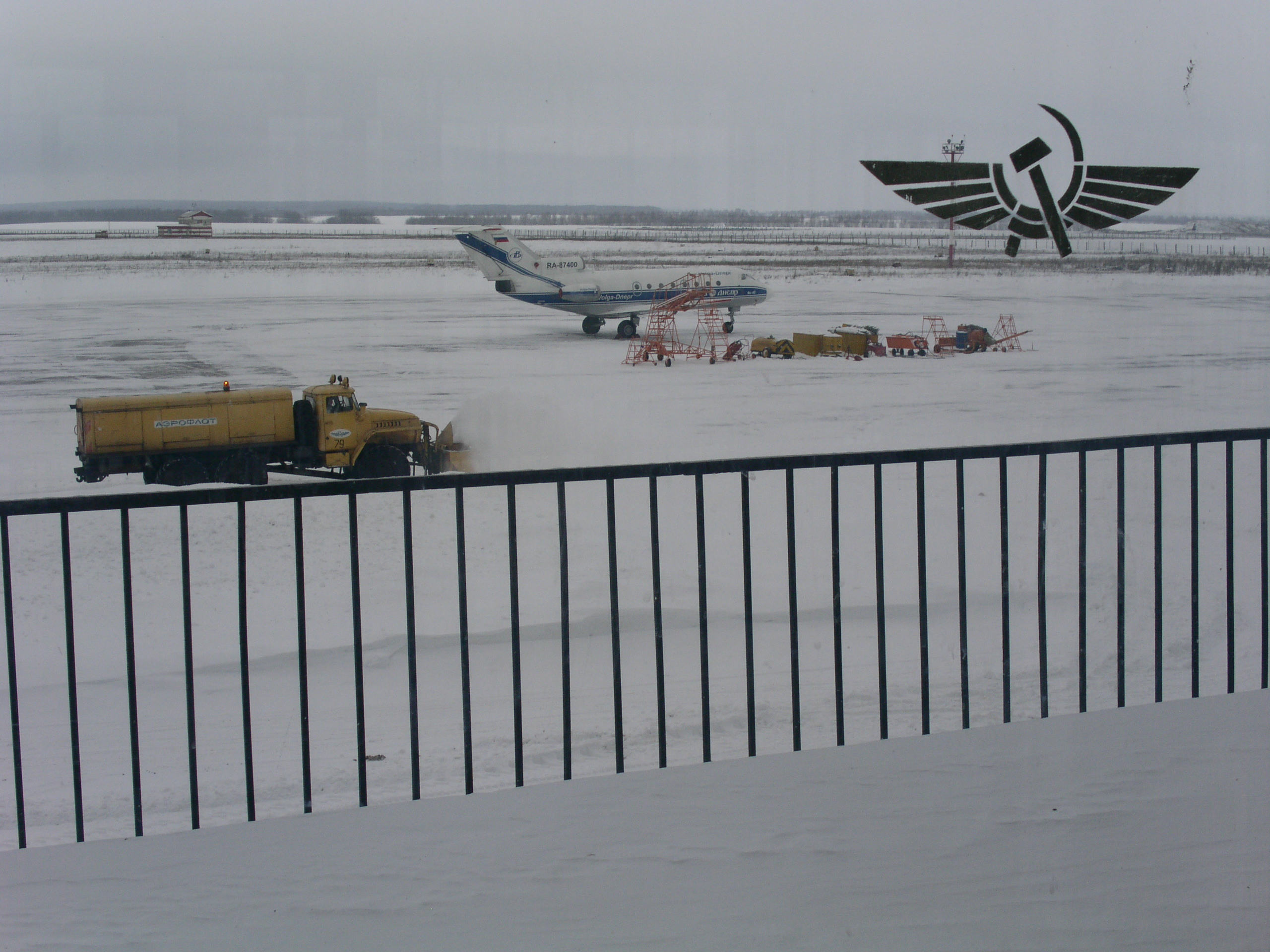
Un Yakovlev Yak-40 della Volga-Dnepr all'aeroporto di Ul'janovsk.

La compagnia aerea è stata fondata nell'agosto del 1990 da Aviastar, Antonov e Motor Sich. Ha iniziato le operazioni nell'ottobre del 1991 trasportando un carico da 120 tonnellate da Amsterdam ad Almaty; in seguito è diventata partner della filiale inglese della compagnia cargo australiana HeavyLift Cargo Airlines.
Nell'aprile del 2000 l'azienda privata russa Kaskol ha acquisito una partecipazione del 48% nella compagnia, ma, alla fine del 2005, ha ceduto la sua quota azionaria a causa di disaccordi sulla strategia gestionale.
Nel 2003 la compagnia ha iniziato ad operare voli charter per conto della United States Air Force, trasportando equipaggiamenti diretti in Iraq e Afghanistan. Nel 2005 ha fondato una sussidiaria basata a Houston con lo scopo di fornire un An-124 alla USAF in caso di grandi emergenze nazionali.
Volga-Dnepr è una holding a cui appartengono 11 società. Nel 2004 è stata fondata AirBridgeCargo Airlines per fornire servizi regolari di trasporto merci tra Europa, Asia e Stati Uniti. Nel 2005 ha costituito Ruslan Salis, una joint venture con Antonov Airlines, tramite cui opera voli strategici per la NATO nell'ambito europeo.
Secondo la rivista specialistica Moscow Defense Brief, Volga-Dnepr ha trasportato negli ultimi 18 anni grandi escavatori, yacht, rampe di lancio per missili, aerei ed elicotteri, elefanti e balene, parti di centrale elettrica e l'intera collezione di un museo.
Nel 2008, Volga-Dnepr ha trasportato componenti della stazione spaziale internazionale per conto dell'Agenzia Spaziale Giapponese, dal Giappone al Kennedy Space Center in Florida. In ottobre 2014 ha trasportato il satellite argentino ARSAT-1 dall'Argentina al Centro Spaziale Guyanese.
Nel 2011, il gruppo Volga-Dnepr ha comprato la compagnia aerea russa ATRAN Cargo Airlines.
All'inizio del 2015, senza avvisare l'azienda e senza darle l'opportunità di essere ascoltata, lo United States Transportation Command (US TRANSCOM) ha rimosso Volga Dnepr dalla sua lista di fornitori di servizi di trasporto aereo approvati insieme a diversi vettori aerei russi di proprietà del governo. Volga-Dnepr non ha mai ricevuto una spiegazione da parte del Dipartimento della Difesa degli Stati Uniti per la sua rimozione dall'elenco dei fornitori. Dai rapporti redatti ottenuti dai giornalisti, tuttavia, è stato fortemente insinuato, ma mai provato, che Volga-Dnepr sia stata inserita nella lista nera dall'esercito statunitense per aver consegnato aerei da combattimento di fabbricazione russa per conto di Rosoboronexport al Vietnam nel dicembre 2014. In particolare, nello stesso anno, l'esercito statunitense ha ricevuto da Rosoboronexport l'ultimo lotto di elicotteri Mil Mi-17 di fabbricazione russa (45 in tutto) che aveva acquistato per trasferirli in Afghanistan, e il Segretario di Stato americano John Kerry aveva revocato le sanzioni statunitensi contro il Vietnam.
Nell'agosto 2015, Volga-Dnepr ha pagato 11.250 dollari per l'apparizione di Michael T. Flynn a un evento di Washington D.C. sulla sicurezza economica in Medio Oriente che ha ospitato insieme a un'altra società americana. Anche Danny Yatom, ex direttore del Mossad israeliano, era ospite illustre di quell'evento, che si è tenuto quasi sei mesi dopo che Volga-Dnepr era stata rimossa dall'elenco dei fornitori del TRANSCOM. A causa del ruolo cruciale di Volga-Dnepr nel trasporto aereo per lo sforzo bellico degli Stati Uniti in Iraq e in Afghanistan, l'azienda aveva fatto conoscenza con un'ampia gamma di alti funzionari militari e diplomatici statunitensi, attivi e in pensione. La nomina di Flynn a consigliere per la sicurezza nazionale è avvenuta molto tempo dopo la rimozione di Volga-Dnepr dall'elenco dei vettori aerei del TRANSCOM e molto tempo dopo il pensionamento di Flynn. Come ha spiegato in seguito l'azienda: "All'epoca, il generale Flynn era un ufficiale militare in pensione, non un membro della squadra elettorale del presidente Trump, e la sua nomina a consigliere per la sicurezza nazionale più di un anno dopo la conferenza non è stata un fattore che ha determinato il suo invito come relatore".
Nel 2020, durante la pandemia di COVID-19, i vettori del Gruppo Volga-Dnepr, AirBridgeCargo e ATRAN, che operano sulle rotte Asia-Europa, Asia-Nord America ed Europa-Russia attraverso il loro hub di Mosca, hanno triplicato i volumi dei loro pacchi derivanti dall'e-commerce.
Nel luglio 2021, Volga-Dnepr ha dichiarato che si stava preparando a collocare la sua prima emissione obbligazionaria del valore massimo di 96,4 milioni di dollari per rifinanziare il debito esistente.

A marzo 2022, le controllate di Volga-Dnepr, AirBridgeCargo e ATRAN, sono state entrambe costrette a sospendere tutte le operazioni a causa delle sanzioni contro la Russia.

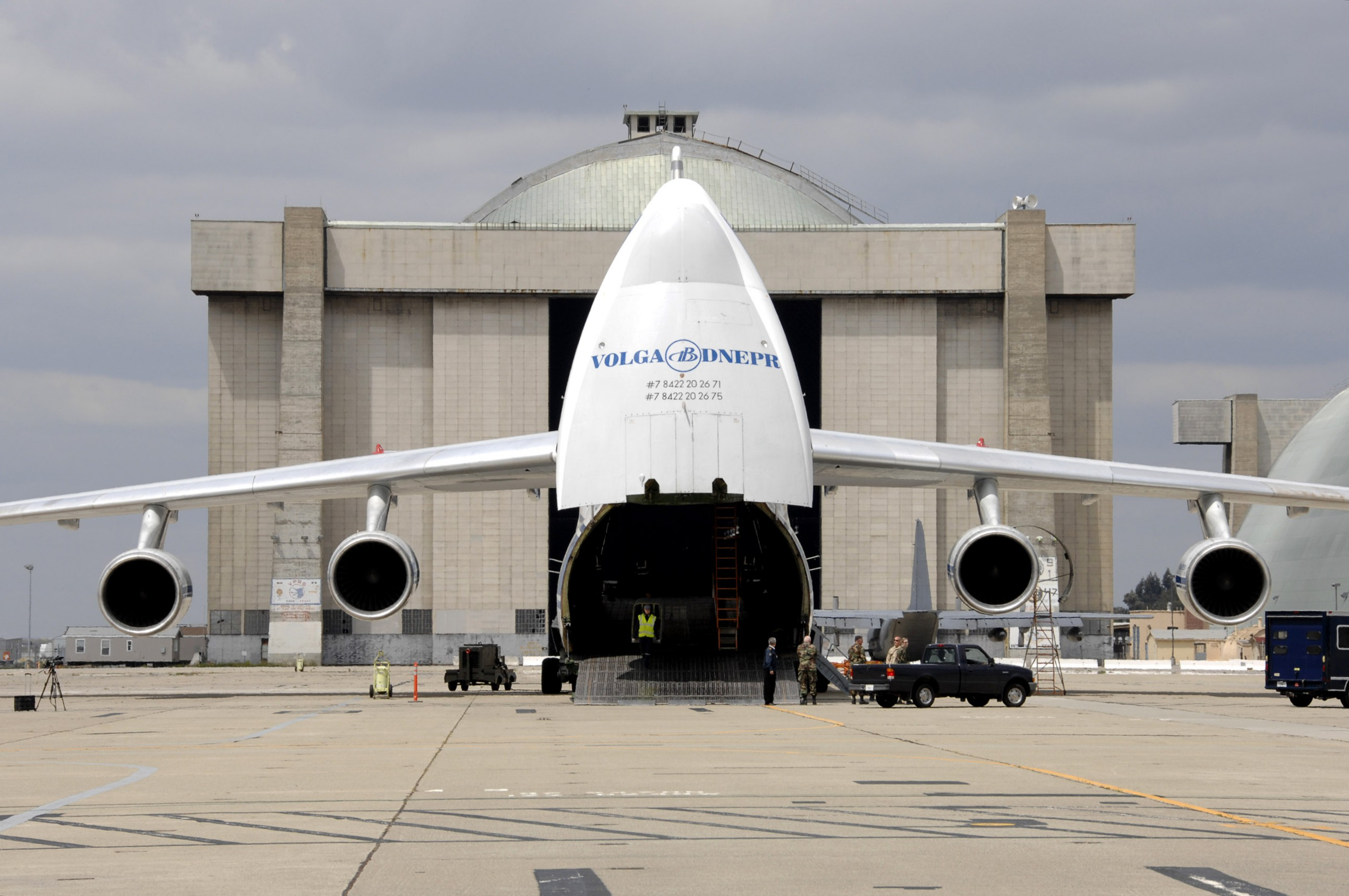
La vista frontale di un Antonov An-124 della Volga-Dnepr Airlines.

## Società del gruppo
- AirBridgeCargo Airlines
- ATRAN Cargo Airlines
- Cargo Aircraft Managing Company
- NIC Insurance Company
- NIC Life
- Ruslan International Srl.
- Ruslan SALIS (Strategic Airlift Interim Solution) GmbH – Joint Venture della russa Volga-Dnepr Airlines e della ucraina Antonov Design Bureau
- Volga-Dnepr Airlines
- Volga-Dnepr Airlines Ireland
- Volga-Dnepr China
- Volga-Dnepr International Educational Center
- Volga-Dnepr Gulf
- Volga-Dnepr-Leasing
- Volga-Dnepr UK
- Volga-Dnepr Unique Air Cargo
- Volga-Trucks

## Destinazioni

### Accordi commerciali
Al 2022, Volga-Dnepr ha accordi commerciali con:
- Rostvertol-Avia

## Flotta

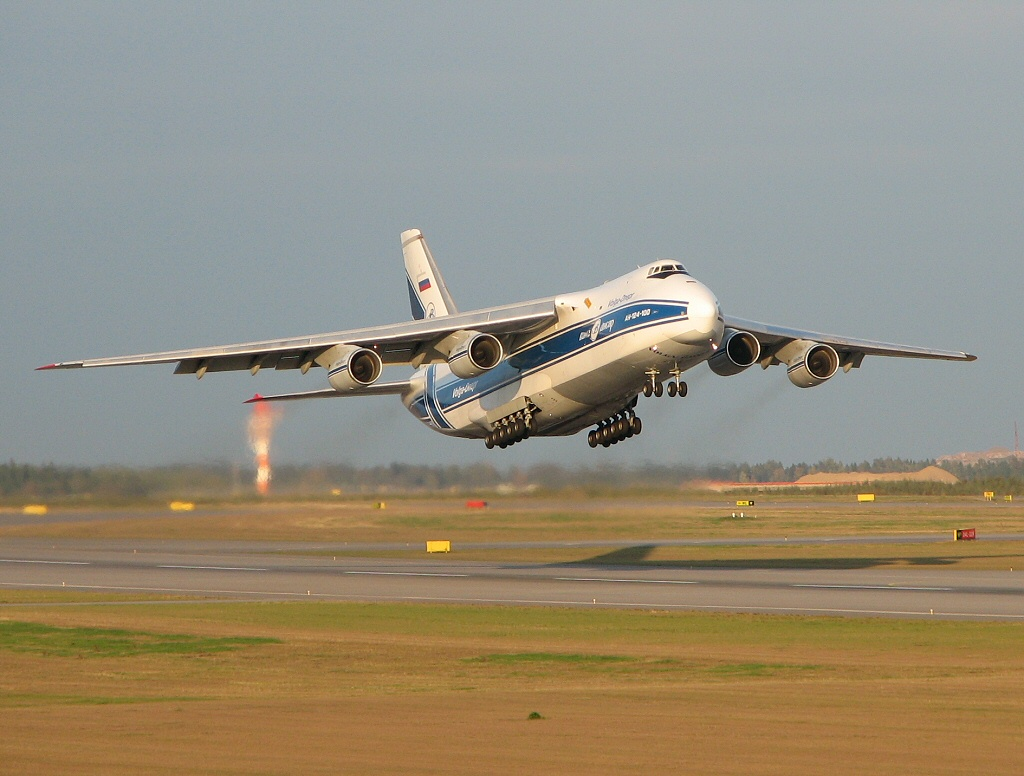
Un Antonov An-124.

Ad aprile 2025 la flotta di Volga-Dnepr è così composta:

## Incidenti
- 24 luglio 1992: un Antonov 12BK della compagnia è andato distrutto dopo aver deviato dalla rotta mentre cercava di circumnavigare un temporale, 26 km a Sud-Est dell'aeroporto di Skopje, in Macedonia L'aereo ha impattato contro una montagna vicino al villaggio di Lisec; ci sono state otto vittime.[10]
- 13 novembre 2020: il volo Volga-Dnepr Airlines 4066, operato da un An-124, ha subito un guasto non contenuto a un motore durante il decollo. L'aereo è rimasto gravemente danneggiato e lo è stato ulteriormente quando è uscito di pista durante l'atterraggio di emergenza all'aeroporto di Tolmachevo.[11]